# Anéstis Argyríou
Anéstis Argyríou (en grec moderne : Ανέστης Αργυρίου), né le 4 janvier 1988 à Véria, est un footballeur grec.

## Carrière
Argyríou signe avec le Panthrakikos en 2007. Lors de sa première saison avec cette équipe, il décroche la promotion en première division, en finissant troisième du championnat. Après une première saison d'adaptation, il est nommé arrière droit titulaire en 2009. Cependant, le Panthrakikos est relégué, terminant bon dernier de la saison 2009-2010. Entre-temps, il joue sept matchs sous les couleurs de la sélection espoirs grecque. En avril 2010, il fait un essai à Blackburn Rovers qui se révèle non concluant.
Le 11 mai 2010, il signe avec l'AEK Athènes avec son coéquipier Spyros Matentzidis. En deux saisons avec l'AEK, il ne joue que treize matchs au plus haut niveau. Son contrat se termine en juillet 2012 et il n'est pas conservé. 
Le 12 août 2012, Argyríou est invité à un essai au Rangers FC, qui vient d'être rétrogradé en quatrième division écossaise. Il signe officiellement avec le club, le 25 août, un contrat de deux ans. Le Grec fait ses débuts, le lendemain, face aux Berwick Rangers. Les Rangers remportent le titre de champion en fin de saison et Argyritou remporte son premier championnat en professionnel. Le 18 septembre 2013, les Rangers annoncent que le contrat de Argyríou a été rompu d'un commun accord.

## Palmarès
- Champion d'Écosse de D4 en 2013 avec les Glasgow Rangers.